# Kanton Gérardmer
Der Kanton Gérardmer ist seit 1790 ein französischer Wahlkreis im Arrondissement Saint-Dié-des-Vosges, im Département Vosges und in der Region Grand Est; sein Bureau centralisateur befindet sich in Gérardmer.

## Lage
Der Kanton liegt an der Ostgrenze des Départements. 

## Geschichte
Der Kanton entstand 1790. Bis 2015 gehörten nur drei Gemeinden zum Kanton Gérardmer. Mit der Neuordnung der Kantone in Frankreich stieg die Zahl der Gemeinden 2015 auf 17. Zu den bisherigen 3 Gemeinden kamen Gemeinden der bisherigen Kantone Corcieux (9 der 13 Gemeinden) und Fraize (5 der 9 Gemeinden) hinzu. Am 1. Januar 2016 vereinigten sich die beiden Gemeinden Aumontzey und Granges-sur-Vologne zur neuen Gemeinde Granges-Aumontzey und die Anzahl Gemeinden sank auf 16.

## Gemeinden
Der Kanton besteht aus 16 Gemeinden mit insgesamt 24.285 Einwohnern (Stand: 1. Januar 2022) auf einer Gesamtfläche von 378,88 km²:
| Gemeinde                    | Einwohner 1. Januar 2022 | Fläche km² | Dichte Einw./km² | Code INSEE | Postleitzahl |
| --------------------------- | ------------------------ | ---------- | ---------------- | ---------- | ------------ |
| Anould                      | 3.262                    | 24,23      | 135              | 88009      | 88650        |
| Arrentès-de-Corcieux        | 177                      | 17,00      | 10               | 88014      | 88430        |
| Ban-sur-Meurthe-Clefcy      | 961                      | 45,04      | 21               | 88106      | 88230        |
| Barbey-Seroux               | 144                      | 7,32       | 20               | 88035      | 88640        |
| Corcieux                    | 1.490                    | 17,40      | 86               | 88115      | 88430        |
| Fraize                      | 2.849                    | 15,59      | 183              | 88181      | 88230        |
| Gérardmer                   | 7.685                    | 54,78      | 140              | 88196      | 88400        |
| Gerbépal                    | 537                      | 19,18      | 28               | 88198      | 88430        |
| Granges-Aumontzey           | 2.560                    | 33,01      | 78               | 88218      | 88640        |
| La Chapelle-devant-Bruyères | 549                      | 20,23      | 27               | 88089      | 88600        |
| La Houssière                | 509                      | 19,54      | 26               | 88244      | 88430        |
| Le Valtin                   | 74                       | 19,64      | 4                | 88492      | 88230        |
| Liézey                      | 301                      | 13,27      | 23               | 88269      | 88400        |
| Plainfaing                  | 1.592                    | 38,56      | 41               | 88349      | 88230        |
| Vienville                   | 120                      | 3,38       | 36               | 88505      | 88430        |
| Xonrupt-Longemer            | 1.475                    | 30,71      | 48               | 88531      | 88400        |
| Kanton Gérardmer            | 24.285                   | 378,88     | 64               | 8807       | –            |

Bis zur landesweiten Neuordnung der französischen Kantone im März 2015 gehörten zum Kanton Gérardmer die drei Gemeinden Gérardmer, Liézey und Xonrupt-Longemer. Sein Zuschnitt entsprach einer Fläche von 98,76 km2. Er besaß vor 2015 einen anderen INSEE-Code als heute, nämlich 8814.

## Veränderungen im Gemeindebestand seit der landesweiten Neuordnung der Kantone
2016: Fusion Aumontzey und Granges-sur-Vologne → Granges-Aumontzey

## Bevölkerungsentwicklung des alten Kantons
| 1962   | 1968   | 1975   | 1982   | 1990   | 1999   | 2006   | 2012   |
| ------ | ------ | ------ | ------ | ------ | ------ | ------ | ------ |
| 10.162 | 10.570 | 10.741 | 10.684 | 10.664 | 10.654 | 10.625 | 10.270 |

## Politik
Seit 1945 hatte der Kanton folgende Abgeordnete im Rat des Départements:
| Vertreter im conseil général des Départements | Vertreter im conseil général des Départements | Vertreter im conseil général des Départements       |
| Amtszeit                                      | Name                                          | Partei                                              |
| --------------------------------------------- | --------------------------------------------- | --------------------------------------------------- |
| 1945–1967                                     | Camille Méline                                | DVD                                                 |
| 1967–1979                                     | Robert Houot                                  | Union des démocrates pour la République, danach RPR |
| 1979–1985                                     | Claude Boulay                                 | PCF                                                 |
| 1985–1998                                     | André Bonne                                   | RPR                                                 |
| 1998–2015                                     | Gilbert Poirot                                | PS, danach DVG und PG                               |
| 2015–                                         | Eliane Ferry Guy Martinache                   | DVD                                                 |